# Issaak Bàbel
Issaak Bàbel (rus: Исаак Эммануилович Бабель)  (Odessa, 30 de juny de 1894 (Julià) - Presó de Butirka, 27 de gener de 1940), nom complet amb patronímic Isaak Emmanuílovitx Bàbel, rus: Исаа́к Эммануи́лович Ба́бель, fou un periodista, editor, crític literari, guionista, escriptor i dramaturg soviètic. Com altres escriptors i intel·lectuals de l'època, sota la dictadura de Stalin, Bàbel va ser perseguit durant la "Gran Purga" i arrestat per la policia secreta. Va morir executat a Moscou el 27 de gener de 1940.

## Biografia

### Primers anys
Fill de Marius Yitzkhovitx, comerciant de maquinària agrícola i Feyga Bàbel, família jueva de classe mitjana. Va néixer a Moldavanka, barri pobre d'Odessa (Imperi rus) el 30 de juny de 1894 i va morir executat a la presó de Lubianka a Moscou el 27 de gener de 1940. Enterrat al cementiri del monestir Donskoi de Moscou.
Els primers anys va viure entre Odessa i Mikolaiv, fins al 1906 quan la seva família va tornar a Odessa. Va estudiar anglès, francès, alemany i hebreu.
El 1911 va ingressar a l'Institut Comercial de Kíev i va estudiar Dret a l'Institut Psiconeurològic de Petrograd, però no va poder entrar a la Universitat d'Odessa per les restriccions als jueus.

### Activitat com a soldat
El 1917 s'incorporà com a voluntari per anar al front de Romania, fins al mes de novembre que torna a Odessa i viu els conflictes de Petrograd (antiga Sant Petersburg) que descriu a La Carretera. Col·labora un temps com a traductor del departament d'intel·ligència (txekà).
Durant el període 1918-1919 va servir en el destacament de requisició d'aliments, i el 1920 obté la credencial com a corresponsal de guerra, amb el nom de Kiril Vassílievitx Liutov, assignat al front de Polònia, però torna malalt d'asma.

### Vida personal i familiar
El 1919 es casà amb Ievguénia Gronfein, que el 1925 el deixa i marxa a viure a París. Durant els anys 1925-1927, manté una relació amb Tamara Kaixirina amb qui té un fill, Mikhail. A Berlín, el 1927, té una relació amb E. Khaiutina, però torna a París per reunir-se amb la seva dona Ievguénia. La seva darrera dona fou Antonina Pirojkova; van tenir una filla (Lídia).

### Persecució i mort
El 1928 el general Semion Budionni, al servei de Stalin ataca l'obra de Bàbel i Gorki surt en la seva defensa. L'any 1930 ja va ser acusat de forma pública de concedir una entrevista antisoviètica a un diari polonès.
Com altres escriptors i intel·lectuals de l'època, sota la dictadura de Stalin, Bàbel va ser perseguir durant la "gran purga" i arrestat per la policia secreta el 13 de maig de 1939 (tenia 45 anys), acusat de pertànyer a un grup antisoviètic, a organitzacions terroristes, i també com espia al servei de França i Àustria.
Un suposat afer amb Ievguénia Glandun-Khaiutina, dona del cap de la policia secreta, encara va agreujar més la seva situació. Torturat, va ser afusellat el 27 de gener de 1940.
Després de la mort de Stalin (1953) el nom i l'obra de Bàbel van ser rehabilitats i els seus treballs van tornar a publicar-se a la Unió Soviètica.

## Carrera literària
Una gran part de la seva obra està fonamentada en el relat d'experiències pròpies, especialment les vinculades amb la seva infantesa i a l'activitat com a soldat.
Alguns dels primers escrits els va fer en francès, sota la influència dels seus escriptors preferits, Maupassant i Flaubert.
El 1913 publicà el seu primer escrit El vell Shtoyme.
Els primers treballs com Mama, Rima i Alla i Elya Iraakovich i Margarida Prokofievna, els va publicar l'any 1916 a la revista LETOPI (La Crònica) gràcies al seu amic Maksim Gorki. La bona rebuda entre la crítica, va fer que fos convidat a escriure en altres revistes i el diari Vida Nova on va publicar relats sobre les experiències com a soldat de cavalleria russa (1917) en els fronts de Romania i Petrograd.
El 1918 col·labora de forma regular amb la publicació antilenilista de Gorki, Novaya Zhizn que els bolxevics tanquen el 6 de juliol; també publica narracions a Zhizn Iskusstva, diari de Petrograd.
Acabada la guerra civil treballa com a editor i publica narracions i assajos en diverses publicacions d'Odessa També escriu en la primera edició del setmanari independent Russkii sovremennik de Ievgueni Zamiatin.
El 1925 va publicar un volum de contes Història del meu colomar, relats inspirats en experiències de la seva infantesa,amb dedicatòria a Gorki, però la fama li va arribar amb el conjunt de contes sota el nom de La Cavalleria Roja, basats en l'experiència militar en la guerra contra Polònia de l'any 1920. El 1929 l'obra es traduïda a l'anglès, francès i alemany.
El 1926 a París coneix Ilià Erenburg. Aquell any finalitza Capvespre i comença la seva etapa com crític literari.
Posteriorment va publicar Els contes d'Odessa (1928) on descriu situacions del ghetto jueu d'Odessa, i les obres de teatre L'ocàs (1928) i Maria (1935). Més tard va escriure relats com El Judici i El petó (aquest últim tanca el recull de La Cavalleria Roja).
L'any 1926, ja és considerat com l'escriptor més famós de Rússia. El 1931 publica dues històries més sobre la seva infantesa i un conte sobre la col·lectivització Gapa Guzhva i el 1932 Guy de Maupassant.
De vegades se l'agrupa amb els seus amics Ilf i Petrov, Siguizmund Krjijanovski i Iuri Oleixa en l'anomenada Escola d'Escriptors d'Odessa.

## Activitat cinematogràfica
- 1926: col·labora en el guió de la pel·lícula "Benya Krik".
- 1928: el mes de juliol s'estrena la pel·lícula "The Chinese Mill" amb guió de Bàbel.
- 1935: col·labora amb Serguei Eisenstein en la pel·lícula "El Prat de Bezhin".
- 1938: col·labora amb guions pel film autobiogràfic de Gorki.
- 1939: Acaba el guió del thriller "Número 4 de la Plaça Staraya".[5]